# Сальники (Могилёвская область)
Са́льники (бел. Сальнікі) — деревня в составе Овсянковского сельсовета Горецкого района Могилёвской области Республики Беларусь.

## Население
- 1999 год — 9 человек
- 2010 год — 1 человек